# Гомбо (архиепископ Бордо)
Гомбо (Гомбольд; фр. Gombaud, лат. Gunbaldus или Gomboldus; умер после 998) — епископ в Гаскони с приблизительно 978 года, архиепископ Бордо с 989 года; незаконный сын герцога Гаскони Санша IV Гарсии.

## Биография
В 977 году Гомбо возродил монастырь Ла Реоль. Около 978 года он был епископом в Гаскони, сосредоточив в своих руках над всеми церковными владениями в этих землях. Поскольку его старший брат Гильем II Санш был герцогом Гаскони, то вместе они полностью контролировали светскую и церковную власть в герцогстве, в результате чего твердая власть привела к процветанию региона. В 989 году епископство с центром в Бордо получило статус архиепископства, а его первым архиепископом стал Гомбо.
В июне 989 года Гомбо организовал синод в Шарруа. На этом собрании, в котором участвовали суффраганы Бордоской архиепархии (включая епископа Аббона Сентского), был провозглашён Божий мир. Кроме того, там было объявлено о преследовании тех, кто разоряет церкви, притесняет духовенство и грабит бедных.
Гомбо умер после 998 года. Известно, что у него был сын по имени Гуго (умер после 1011 года), родившийся до того как Гомбо принял сан.